# Tetrastichus prospaltae
Tetrastichus prospaltae är en stekelart som beskrevs av William Harris Ashmead 1901. Tetrastichus prospaltae ingår i släktet Tetrastichus och familjen finglanssteklar. Inga underarter finns listade i Catalogue of Life.